# Кульво
Кульво (фр. Koulouo) — деревня в Чаде, расположенная на территории региона Канем.

## География
Деревня находится в западной части Чада, к северо-востоку от города Мао, на высоте 323 метров над уровнем моря. Кульво расположена на расстоянии приблизительно 247 километров к северо-северо-востоку от столицы страны Нджамены. Ближайшие населённые пункты: Фускай, Дуль, Нтиона, Ваджиги, Афуно, Би, Маокининга.
Климат деревни характеризуется как аридный жаркий (BWh в классификации климатов Кёппена).

## Транспорт
Ближайший аэропорт расположен в городе Мао.